# Algonquins de Barriere Lake
Les Algonquins de Barriere Lake, ou Algonquins du lac Barrière,  sont une Première Nation algonquine du Québec au Canada. Ils vivent principalement sur la réserve indienne de Rapid Lake en Outaouais. En 2016, ils ont une population inscrite totale de 790 membres. Ils sont gouvernés par un conseil de bande et sont affiliés au Secrétariat des programmes et des services de la Nation algonquine.

## Démographie
Les membres de la Première Nation de Barriere Lake sont des Algonquins. En octobre 2016, celle-ci avait une population inscrite totale de 790 membres dont 164 vivaient hors réserve.

## Géographie
Les Algonquins de Barriere Lake vivent principalement sur la réserve indienne de Rapid Lake, également appelée Lac-Rapide et Kitiganik, située à 121 km au nord-ouest de Maniwaki en Outaouais au Québec. Les villes importantes situées les plus près sont Val-d'Or et Rouyn-Noranda.

## Gouvernement
Les Algonquins de Barriere Lake sont gouvernés par un conseil de bande élu selon un système électoral basé sur la section 11 de la Loi sur les indiens. Pour le mandat de 2016 à 2018, celui-ci est composé du chef Casey Ratt et de six conseillers.